# 考夫曼 (加利福尼亞州)
考夫曼（英語：Kauffman）是位於美國加利福尼亞州莫多克縣的一個非建制地區。該地的面積和人口皆未知。

## 地理
考夫曼的座標為41°14′02″N 120°28′03″W / 41.23389°N 120.46750°W，而該地的平均海拔高度為1363米（即4472英尺）。